# Daniel Caesar
Daniel Caesar, pseudonimo di Ashton Dumar Norwill Simmonds (Oshawa, 5 aprile 1995), è un cantante canadese.
Dall'inizio della sua carriera ha pubblicato tre EP, due album in studio, Freudian (2017) e Case Study 01 (2020), e collaborato con numerosi artisti, tra cui Brandy, Mary J. Blige, Kali Uchis, Chance the Rapper, Justin Bieber e Sean Lennon, vendendo complessivamente 20 milioni copie tra album e singoli.
Il duetto Best Part con H.E.R. è stato riconosciuto con il Grammy Award per la Miglior Performance R&B nel 2019. Ha vinto inoltre due Soul Train Music Award, un MTV Video Music Awards e un Juno Awards.

## Biografia
Ashton D. Simmonds è nato il 5 aprile 1995 a Scarborough ma cresciuto nella comunità di Oshawa, Ontario.  Il padre Norwill Simmonds, un pastore e cantante gospel di origini giamaicane, lo introduce nella Chiesa cristiana avventista del settimo giorno, ricevendo l'istruzione nella scuola privata del comune di residenza. Influenzato dalla musica soul e gospel, crebbe in una famiglia che vedeva con sospetto le potenziali peccaminosità del mondo della musica. All'età di 17 anni Ashton litiga con il padre dopo il conseguimento del diploma e viene cacciato di casa, intraprendendo in questo modo la strada per divenire un cantante e musicista.

## Carriera

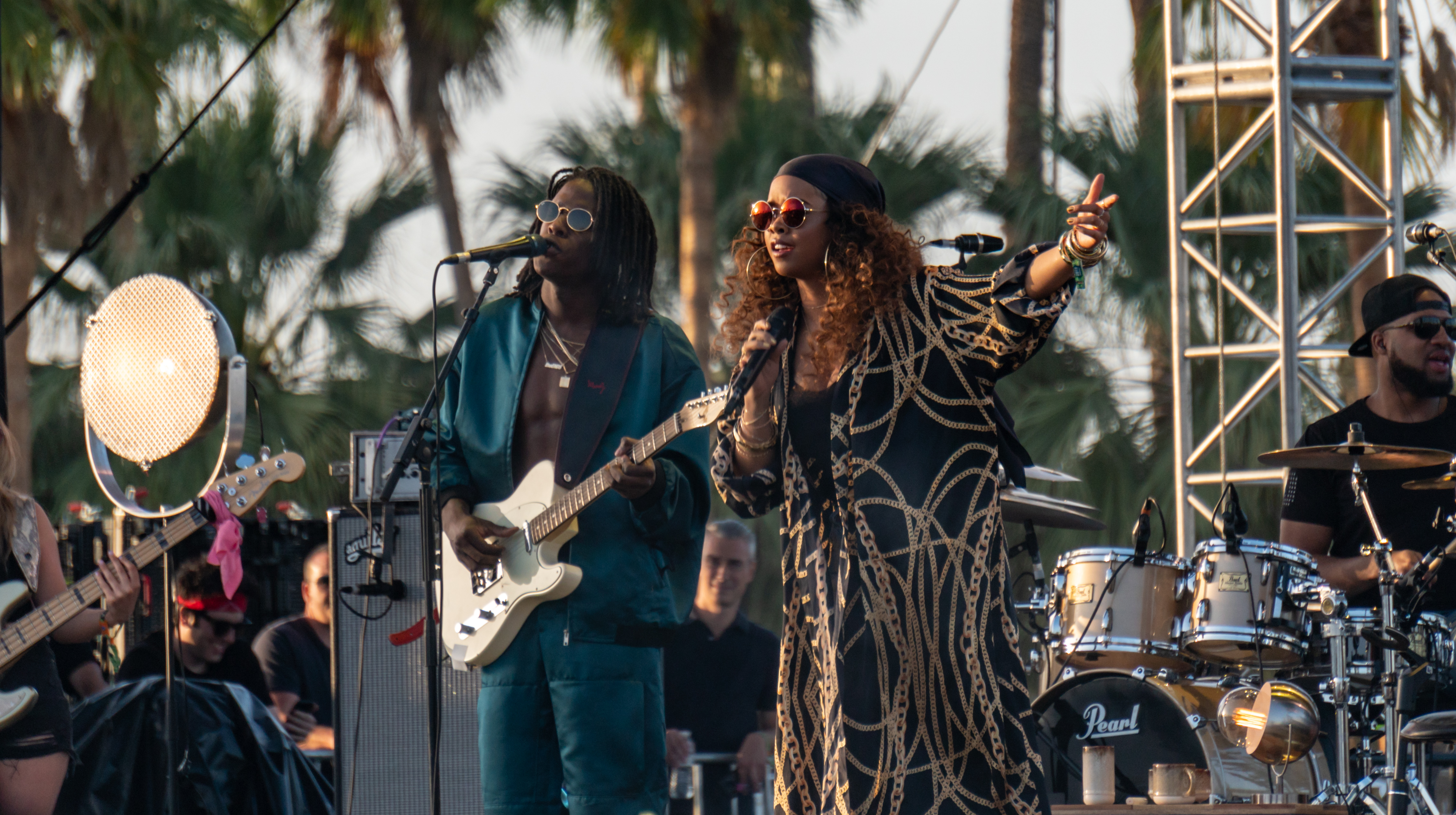
Caesar con la cantautrice statunitense H.E.R. durante il Coachella Music Festival del 2018.

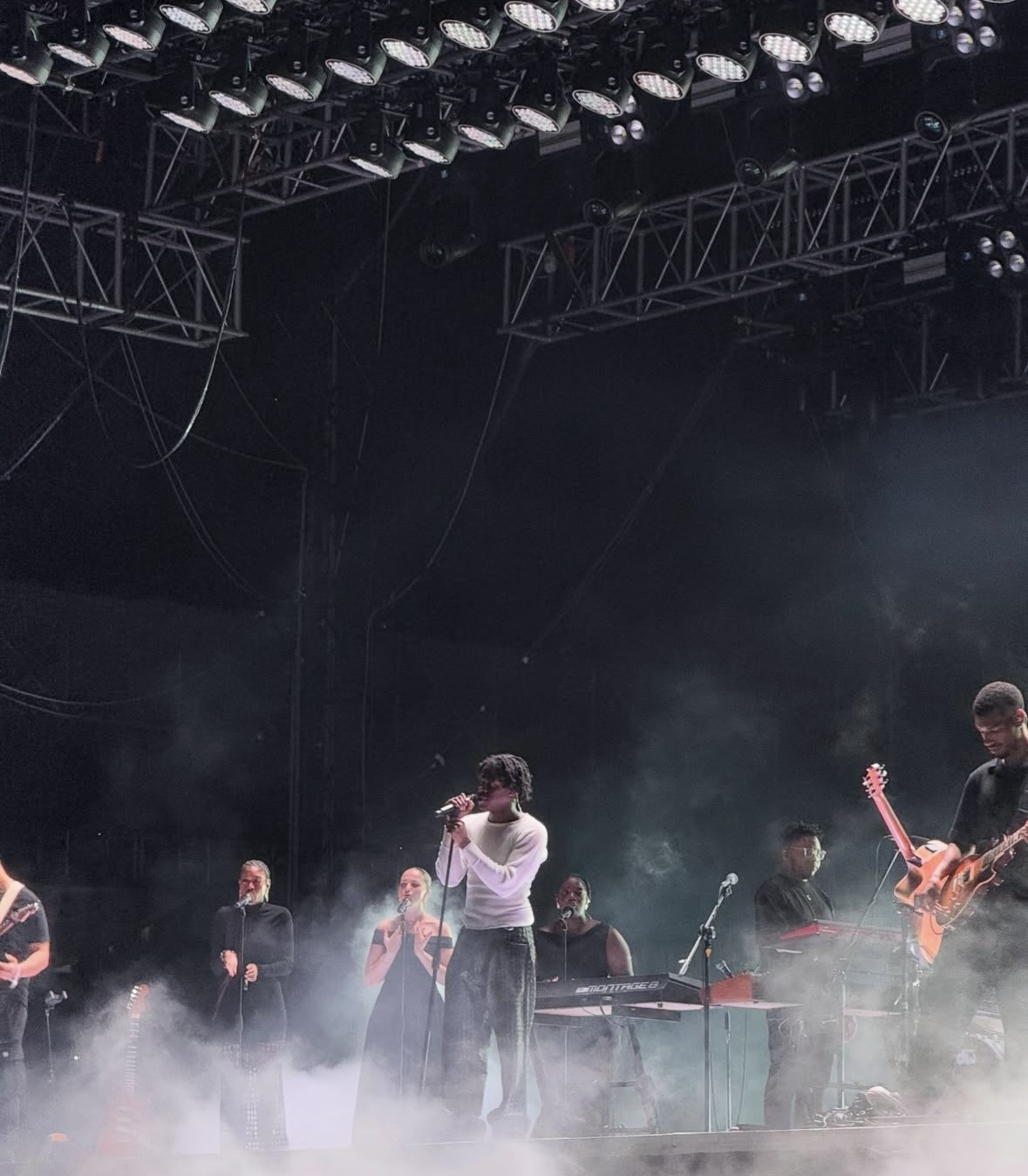
Caesar si esibisce al Wanderland a Manila nel 2025

La svolta artistica arriva nel 2014 con la pubblicazione dell'EP intitolato Praise Break, prodotto dal gruppo canadese BadBadNotGoo e Matthew Burnett. L'album viene notate e inserito tra i 20 migliori album R&B del 2014 dalla rivista Rolling Stone, dando visibilità al cantautore anche negli Stati Uniti. L'anno successivo pubblica il secondo EP Pilgrim's Paradise e nel 2016 pubblica il singolo Japanese Denim, primo del cantante ad esordire nella US Adult R&B Chart ottenendo la certificazione di platino in Canada.
Il 20 ottobre 2016 pubblica la collaborazione con la cantautrice statunitense Kali Uchis, Get You, ottenendo successo negli Stati Uniti, dove esordisce per la prima volta nella Billboard Hot 100 alla posizione 93 e alla quinta della US R&B Singles Chart, vendendo oltre 2,2 milioni di copie. Il singolo introduce la pubblicazione del primo album in studio del cantautore Freudian, reso disponibile dal 25 agosto 2017, che esordisce alla sedicesima posizione della classifica canadese e venticinquesima della Billboard 200. L'album viene supportato dagli estratti  We Find Love e Blessed entrambi certificati dischi d'oro dalla RIAA e platino dalla MC. Sia la collaborazione che l'album verranno nominati nel 2018 ai Grammy Awards nella categoria Best R&B Performance e Best R&B Album. Nel corso del 2017 è inoltre presente come scrittore e compositore del brano Telling the Truth presente nell'album Strength of a Woman di Mary J. Blige.
Sempre nel 2017 viene pubblicato il duetto con la cantautrice statunitense H.E.R., Best Part, che riscuote successo commerciale nel Nord America con oltre 3,5 milioni di copie vendute. Il brano verrà riconosciuto l'anno successivo con il Grammy Award alla Migliore Performance R&B e ai Soul Train Music Award come Best Collaboration, premiazione in cui il cantautore riceve il premio come Best New Artist.
A seguito di alcune collaborazioni tra il 2018 e 2019 con Chance the Rapper, Common The Free Nationals e Rex Orange County, pubblica il 5 giugno 2019 la collaborazione Love Again con Brandy, ottenendo successo nelle classifiche R&B statunitensi e canadesi. Ai Grammy Awards 2020 riceveranno una nomina nella categoria Best R&B Performance. Il singolo precede l'album Case Study 01, progetto che vede la partecipazione di Pharrell Williams, John Mayer, Sean Lennon e Jacob Collier. L'album diviene il primo del cantautore ad esordire nella top10 canadese e della US R&B/Hip-Hop Albums. Debutta inoltre alla posizione 17 della Billboard 200 ed esordisce per la prima volta nella classifica britannica alla posizione 89.
Nel marzo 2021 collabora con Justin Bieber e Giveon nel singolo Peaches, il quale esordisce in vetta alla Hot 100 statunitense, diventando la sua prima numero uno. La collaborazione ha ricevuto cinque candidature ai Grammy Awards 2022, tra cui alla registrazione dell'anno e alla canzone dell'anno.

## Influenze e stile musicale
Artisticamente il cantautore viene influenzato si dall'infanzia dalla musica soul e gospel ascoltata dalla famiglia. I due generi precedenti vengono mescolati con R&B e la musica elettronica, accompagnata da testi che affrontonano temi introspettivi, scelta del cantante in opposizione alla religione seguita dei genitori poiché come afferma lo stesso Caesar:«Nell'ambiente religioso in cui sono cresciuto si cerca di rivolgere meno attenzione a se stessi e più verso quello che dici agli altri, ponendo attenzione verso questi ultimi. Ora con i miei brani succede il contrario».
Tra gli artisti che maggiormente influenzano l'attività dell'artista sono citati Frank Ocean, Kanye West, Beyoncé, Jim Morrison e i The Doors. Daniel Caesar è stato più volte citato tra le influenze di diversi artisti contemporanei, tra cui Old Fashioned Lover Boy.

## Discografia

### EP
- Praise Break (2014)
- Pilgrim's Paradise (2015)
- Up Next Session: Daniel Caesar (2017)

### Album in studio
- Freudian
- Case Study 01
- Never Enough (2023)

## Riconoscimenti
- Grammy Awards
  - 2018 – Candidatura al miglior album R&B per Freudian
  - 2018 – Candidatura alla miglior interpretazione R&B per Get You (con Kali Uchis)
  - 2019 – Miglior interpretazione R&B per Best Part (con H.E.R.)[35]
  - 2020 – Candidatura alla miglior interpretazione R&B per Love Again (con Brandy)
  - 2022 – Candidatura alla registrazione dell'anno per Peaches (con Justin Bieber & Giveon)
  - 2022 – Candidatura alla canzone dell'anno per Peaches
  - 2022 – Candidatura alla miglior interpretazione R&B per Peaches
  - 2022 – Candidatura al miglior videoclip per Peaches
- Juno Awards
  - 2017 – Candidatura alla registrazione R&B/Soul dell'anno per Pilgrim's Paradise
  - 2018– Candidatura all'artista dell'anno
  - 2018 – Registrazione R&B/Soul dell'anno per Freudian
  - 2020 – Candidatura alla registrazione R&B/Soul dell'anno per Case Study 01
  - 2017 – Candidatura alla canzone dell'anno per Peaches (con Justin Bieber & Giveon)
- MTV Video Music Awards
  - 2021 – Miglior video pop per Peaches (con Justin Bieber & Giveon)[9]
  - 2021 – Candidatura alla miglior collaborazione per Peaches (con Justin Bieber & Giveon)[9]
  - 2021 – Candidatura al miglior montaggio per Peaches (con Justin Bieber & Giveon)[9]
  - 2021 – Candidatura alla migliore canzone estiva per Peaches (con Justin Bieber & Giveon)[9]
- Soul Train Music Award
  - 2018 – Candidatura al miglior artista esordiente[23]
  - 2018 – Candidatura al miglior artista R&B/Soul[23]
  - 2018 – Candidatura al Ashford And Simpson Songwriter's Award per Broken Clocks[23]
  - 2018 – Candidatura al Ashford And Simpson Songwriter's Award per Best Part (con H.E.R.)[23]
  - 2018 – Miglior collaborazione per Best Part (con H.E.R.)[23]
  - 2019 – Candidatura al Soul Train Certified Award[36]
  - 2019 – Candidatura al miglior artista R&B/Soul[36]